# Arcipelago delle Frioul
L'arcipelago delle Frioul (in francese îles du Frioul, in provenzale archipèla dau Frieu) è un arcipelago formato da quattro isole situate a soli 4 km al largo di Marsiglia.

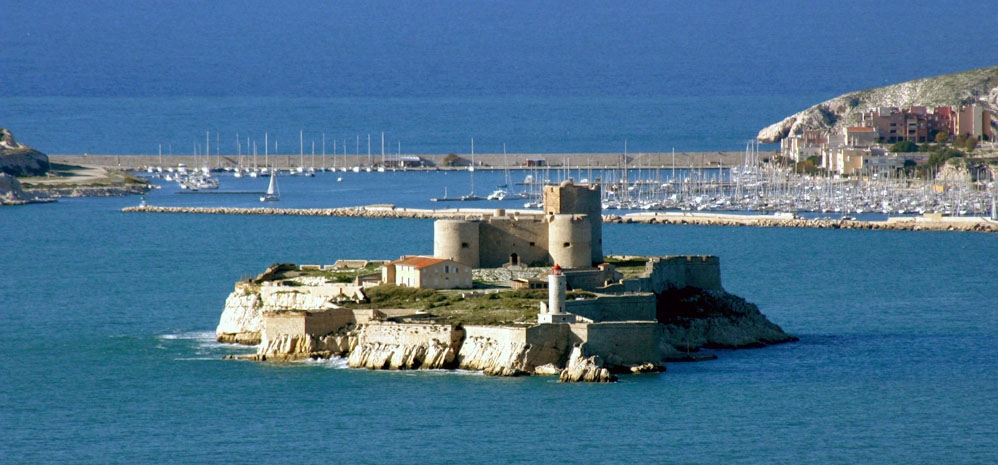
L'isola dIf con l'omonimo castello. Sullo sfondo le isole di Pomègues e di Ratonneau.

Le quattro isole che lo compongono sono:
- Pomègues a sud, la maggiore,
- Ratonneau a nord,
- If ad est delle due isole principali,
- Tiboulen du Frioul a ovest di Ratonneau.

Sull'isola d'If sorge l'omonimo castello, reso celebre da Alexandre Dumas come luogo della detenzione di Edmond Dantès.
Nel complesso le isole occupano una superficie di circa 0,2 km².

## Etimologia
Il nome delle isole deriva dalla parola in lingua occitana Frieu, a sua volta derivato dal latino fretum, che indica un passaggio marittimo, e in particolare il passaggio che separa le due isole principali Pomègues e Ratonneau, passato poi a indicare l'arcipelago nel suo complesso. L'etimo non ha nulla a che vedere con la regione italiana del Friuli, a sua volta derivata da Forum Iulii  (foro di Giulio Cesare), sebbene in lingua francese i due termini coincidano.

## Storia
Presso l'isola di Ratonneau nel 49 a.C. trovò ormeggio la flotta romana che assediava Marsiglia.
Nei secoli successivi le isole furono usate soprattutto come lazzaretto. Nel XIX secolo l'architetto Pinchaud edificò l'ospedale Caroline, destinato ai malati contagiosi della città.